# 이토 토시에
이토 토시에(일본어: 伊東 敏恵, いとう としえ 이토 도시에[*], 1972년 10월 23일 야마구치현 슈난시 ~ )는 일본의 언론인이며 NHK 소속 아나운서이다.

## 생애
이토 토시에(伊東敏恵) 아나운서는 1972년 10월 23일 일본 야마구치현 슈난시에서 태어났다. 그녀는 야마구치현립 토쿠야마 고등학교(山口県立徳山高等学校)를 졸업하고 도쿄도 스기나미구에 있는 도쿄 여자대학을 졸업했다.

## 에피소드
이토 토시에 아나운서는 NHK 방송 센터 있었던 2002년에 결혼을 했는데 보도 프로그램 중심으로 담당했고 뉴스 워치 9에서는 방송 시작할 때 결혼 4년차 주부라고 소개됐으나 좀처럼 혜택을 받지 못했다고 했다.

## 입사
그녀는 도쿄 여자대학을 졸업한 후 1996년에 NHK에 입사했다. 그녀는 첫 발령지였던 NHK 오카야마 방송국에서 아나운서로써 시작을 했다. 이 후 NHK 히로시마 방송국에서 활동한 후 도쿄도에 NHK 방송 센터에서 옮기고 나서 2006년 4월부터 2008년 3월까지 NHK 종합 텔레비전의 뉴스 워치 9을 진행했었다. 그녀는 다시 개편에 따라 NHK 히로시마 방송국으로 옮겼다. 그녀는 히로시마로 옮긴 뒤 NHK 뉴스 오하요 히로시마를 진행했었다. 그러다가 다시 NHK 방송 센터 아나운서실로 옮기면서 2016년 4월부터 2017년 3월까지 NHK 종합 텔레비전의 클로즈업 현대+(플러스)을 진행했었다. 그러다가 2017년 4월 개편에 따라 지금의 NHK 고후 방송국으로 옮겨 활동하다가 아나운서 생활을 마무리했다.2019년 6월에 인사국으로 옮겼다가 다시 2022년 7월에 아나운서부로 옮겼다.